# Union Township (hrabstwo Union)
Union Township – miejscowość w hrabstwie Union w stanie New Jersey w USA.
Według spisu powszechnego z roku 2000 ma ok. 54,4 tys. mieszkańców.

## Geografia
- Według United States Census Bureau, miejscowość ma powierzchnię 23,6 km²

## Demografia
- Według danych z roku 2000 miejscowość ma 54 405 mieszkańców. Gęstość zaludnienia to 2,303 os./km².
- Struktura rasowa ludności;
  - Rasa:
    - Biali – 67,66%
    - Czarna/Afroamerykanie – 19,76%
    - Latynosi/pochodzenia hiszpańskiego dowolnej rasy – 8,93%
    - Azjaci – 7,72%
    - Indianie/rdzenni Amerykanie – 0,15%
    - Oceania – 0,02%
    - Inne – 2,44%
    - Dwie lub więcej – 2,24%
- Średni dochód:
  - Gospodarstwo domowe – 59,173 USD
  - Rodzina – 68,707 USD
  - Mężczyźni – 45,299 USD
  - Kobiety – 35,604 USD
  - Osoby poniżej progu ubóstwa – 4,2%
  - Rodziny poniżej progu ubóstwa – 3,0%
  - Osoby poniżej progu ubóstwa w wieku 18 lat lub młodsze – 4,6%
  - Osoby poniżej progu ubóstwa w wieku 65 lat lub starsze – 5,5%